# Telepte
Telepte (Thelepte. En árabe, ثليفت). Población de Tunicia. Pertenece a la Gobernación de Kasserine. Se encuentra a 25 km al sur de Kasserine, la capital provincial, y a 5 km al norte de Fériana.
Es un municipio de 5.792 habitantes (año 2004). Toma su apelativo de la cercana ciudad romana del mismo nombre. Su importancia histórica deriva de su situación en un importante nudo de comunicaciones, muy cerca de la vecina Argelia. Se sitúa junto a la vía de ferrocarril que une Túnez con la ciudad minera de Redeyef y del gaseoducto transmediterráneo que lleva el gas argelino a Italia.
Jugó un destacado papel durante la Segunda Guerra Mundial, durante la Campaña de África del Norte. En el intento de Rommel de capturar los depósitos de combustibles estadounidenses de Tébessa (Argelia), que dio lugar a la Batalla del paso de Kasserine, unidades del Afrikakorps y de la 15.ª División Panzer capturaron el aeródromo de Telepte el 18 de febrero de 1943, que era uno de los más importante de la región.

## Telepte antigua
Telepte (latín, Thelepte; griego, Thamesmida). Colonia romana desde el siglo II, se sitúa en un importante nudo de comunicaciones en el que confluían las calzadas romanas que unían Tacape (Gabès) y Capsa (Gafsa), en el sur, y Theveste (Tebbesa) y Cilium (Kasserine), en el norte. 
Fue la ciudad natal de San Fulgencio de Ruspe, obispo de Ruspe. En el siglo VI, Telepte se convirtió en la residencia del gobernador militar de la Bizacena. De ese momento es el fuerte bizantino atribuido al reinado de emperador Justiniano. Uno más de los que componían el limes creado para frenar las incursiones númidas. 
El yacimiento arqueológico (Madinat al-Kadima, la ciudad vieja) se localiza al sur de la actual población de Telepte, al este y junto a la carretera de Fériana; a medio camino de estas dos poblaciones, y entre la línea de ferrocarril y un wadi. La ciudadela bizantina, en ruinas total, ocupa el centro de la ciudad. También quedan los restos de las termas romanas, a la orilla del wadi, un teatro y varias basílicas —una de ellas con cinco naves—.
Fue sede episcopal cristiana de la Bizacena. Se conocen los nombres de varios de sus obispos .: Juliano, presente en el concilio de Cartago del año 256; Donatiano, que ayudó en el concilio de Cartago del año 411; Frumencio, exiliado por Hunerico en el año 484, poco después de la reunión de Cartago habida entre los obispos católicos y arrianos; y Esteban, presente en el concilio de la Bizacena del año 641.

## Diócesis titular
Como otras muchas antiguas sedes episcopales que ya no tienen obispos residenciales, Telepte (Thelepte) es ahora una diócesis titular de la Iglesia católica.
Listado de los obispos titulares :
- Johann Baptist von Anzer. SVD, 1886–1903, vicario apostólico del sur de Shandong. China.
- Hyacinthe-Joseph Jalabert. CSSp, 1909–1920, vicario apostólico de Dakar. Senegambia.
- Louis-Marie Raucaz. SM, 1920–1934, vicario apostólico de las Islas Salomón.
- Juan Antón de la Fuente, 1934–1936, obispo emérito de Teruel. España.
- Paul Joseph Biéchy. CSSp, 1936–1960, vicario apostólico de Brazzaville. Congo.
- Jean-Julien-Robert Mouisset, 1962–1963, obispo coadjutor de Niza. Francia.
- José de Jesús Tirado Pedraza, 1963–1965, obispo Auxiliar de Morelia. México.
- Manuel Franco da Costa de Oliveira Falcão, 1966–1980, Obispo Auxiliar de Lisboa. Portugal.
- Paulo Lopes de Faria, 1980–1983, Obispo Auxiliar de Niterói. Brasil.
- Geraldo Lyrio Rocha, 1984–1990, Obispo Auxiliar de Vitória. Brasil.
- Jean-Louis Tauran, 1990–2003, Secretario de la Sección de Relaciones con los Estados en la Secretaría de Estado de la Santa Sede.
- Velasio De Paolis. CS, 2003-2011, Presidente de la Prefectura para Asuntos Económicos de la Santa Sede.
- Édgar Peña Parra, desde 2011, Nuncio Apostólico.